# M-BASE
M-BASE (エムベイス、M-Base) という用語は、いくつかの方法で使用されている。それは1980年代、スティーヴ・コールマン、グラハム・ヘインズ、カサンドラ・ウィルソン、ジェリ・アレン、ロビン・ユーバンクス、グレッグ・オズビーなど、アフリカ系アメリカ人の若いミュージシャンによる遊離した集団に由来する、クリエイティヴな表現についての新しいサウンドと具体的なアイデアとともに生まれた。スティーヴ・コールマンによって造語された用語を使用して、彼らはこれらのアイデアを「M-BASEコンセプト」（「"Macro-Basic Array of Structured Extemporization" (構造化された即興のマクロ基本配列)」の略）と呼び、批評家はこの用語をこのシーンの音楽をジャズのスタイルとして分類するために使用した。しかし、コールマンは「M-BASE」は音楽のスタイルではなく、音楽を作成するにあたっての考え方を示しているのだということを強調した。有名なミュージシャンたちが過去に行ったように、彼は音楽のラベルとしての「ジャズ」という言葉も、ジョン・コルトレーン、チャーリー・パーカー、ルイ・アームストロングなどのミュージシャンに代表される音楽の伝統も拒否している。ダンサーや詩人も含まれるM-BASEというムーブメントは、共通の創造的な音楽言語を目指して努力を行ったため、彼らの初期の録音は、共通のアイデア、共同作業の経験、似た文化的背景を反映して多くの類似点を示している。この種の音楽にラベル付けをするために、ジャズ評論家が「M-BASE」という言葉を他に当てはまる用語がないジャズ・スタイルとして確立してしまったため、その本来の意味はゆがめられてしまっている。

## 「M-BASE」という用語に関連する音楽
1991年には、「M-BASEコレクティヴ」とラベル付けされた相当数のM-BASE参加者によるCD『アナトミー・オブ・ア・グルーヴ』を録音した。彼らのほとんどは、それ以前にアルトサックス奏者のスティーヴ・コールマンによるCDに貢献しており、スティーヴ・コールマンの創造性が、その運動の中心的な要因となっていた。彼はリーダーまたは創設者と呼ばれることを拒否していたが。コールマンと、彼と関連するスタイルでアルトサックスを演奏する友人のグレッグ・オズビーは、2枚のCDを録音したグループ「ストラタ・インスティテュート」を率いた（2枚目ではテナーサックス奏者ヴォン・フリーマンがさらなるリーダーとなった）。オズビーの名前で、特定のキャラクターを含むCDが1987年にリリースされ、「M-BASE」ジャズに対する認識も生み出した。テナーサックス奏者でフルート奏者のゲイリー・トーマスは、M-BASEに率先しては参加しなかったが、彼らに加わっており、その演奏方法に類似点があったことは明らかである。彼の演奏はコールマンとオズビーの録音で聴くことができ、彼自身のCDも「M-BASEスタイル」とラベル付けされている。3人のサックス奏者は全員、歌手のカサンドラ・ウィルソンによるCD『ジャンプワールド』に貢献した。
ピアニストのアンドリュー・ヒルはグレッグ・オズビーについて次のように語っている。「彼はリズムと調和の正確さにおいて、信じられないほどのセンスを持っていて、技術的な多様性を持つ人々には一般的ではない精度で正しい音を選ぶのです」。グレッグ・オズビーはゲイリー・トーマスについて次のように語っている。「彼は非常に頭がよく、私が知っているほとんどの人を超える吸収能力を持っています[…]彼は独自の作曲と即興の方法を持っています。彼は現代の音楽シーンにおいて、私のお気に入りのテナーサックス奏者です」。クラリネット奏者で作曲家のドン・バイロンはスティーヴ・コールマンを「アメリカ音楽史における並外れた個性」と呼んでいた。
M-BASEの前身は、ジャズ評論家のビル・ミルコウスキーによって、1975年のアルバム『アガルタ』のようなレコーディングに代表されるマイルス・デイヴィス率いるバンドであると特定された。ドラマーのアル・フォスター、ベーシストのマイケル・ヘンダーソン、リズムギタリストのレジー・ルーカスによるリズム・セクションが演奏するシンコペーテッドなグルーブの上に、ソニー・フォーチュンの毒気のある渋いサックス・ラインが組み合わされていることに彼は注目した。

## その後の歴史
「M-BASEコンセプト」のアイデアは、音楽ビジネスの必要条件とはほとんど互換性を持たなかった。M-BASEムーブメントのほとんどの参加者は、より一般的な音楽へと目を向けていった。カサンドラ・ウィルソンによるブルースやフォークの影響を受けた音楽は、より多くの聴衆の好みに適応するのにマッチしている。ウィルソンは1993年からブルーノート・レコードと契約を結んでいる。ゲイリー・トーマスの2枚のレコーディングは『ダウン・ビート』誌によって高く評価されたが、彼はヨーロッパの小さな会社と契約した。1997年以来、彼はピーボディ音楽院で教えるためにバンドリーダーとしてのキャリアを保留にしている。グレッグ・オズビーは1990年にブルーノート・レコードと契約し、伝統への敬意を高め、新しい方向性を維持するという特定のバランスの取れた行動をとった。2008年、オズビーは彼自身の小さなレーベルを立ち上げた。スティーヴ・コールマンは、M-BASEのコンセプトに従ってさらに音楽を開発していった。1990年代に彼のCDはメジャーレーベル「BMG」によってリリースされた。その後、彼は自身の音楽が輸入としてのみ利用可能である小さなフランスのレーベルによって配布されたという点から、実質的に米国のアンダーグラウンドなアーティストとなった。2007年、ジョン・ゾーンの小規模なレーベルであるツァディク・レコードは、コールマンのソロCDをリリースした。2010年には、小さな先進レーベル「Pi Recordings」がスティーヴ・コールマンのレコーディングをリリースし始めた。
当初「M-BASE」と呼ばれていた音楽ラインは、かつてないほどスティーヴ・コールマンに焦点を合わせていたが、多くの若いミュージシャン（例えば、優秀なドラマー）が、音楽の分野＝音楽技術と音楽の意味の両方の面で彼の音楽に多大な創造的貢献をしてきた。ピアニストのヴィジェイ・アイヤー（ジャズ・ジャーナリスト協会によって「ジャズ・ミュージシャン・オブ・ザ・イヤー2010」に選ばれた）は、「スティーヴ（コールマン）の影響を強く主張するのは難しいです。彼は、ジョン・コルトレーン以来、誰よりも多くの世代に影響を与えています。彼は、7または11ビートを演奏することで点をつなぐことができるというだけではありません。彼からの影響の背後にあるのは、音楽と人生に対するグローバルな視点なのです」と語った。

## M-BASEコンセプト
スティーヴ・コールマンは、コンセプトの重要な要素を次のように説明した：
- 即興と構造
- 現代の関連性
- 人生経験の表現としての音楽
- 創造性と哲学的広がりによる成長
- 非西洋の概念の使用

M-BASEコンセプトは、ビバップの創始者による創造的なエネルギー、彼らの遊離した集団、そして彼らの音楽的目標を思い起こさせる。このコンセプトには、「ネオ・クラシック・ジャズ」や、構造のないフリー・ミュージック、フュージョン・ミュージック、主となるのが即興ではない音楽、または商業的側面に関して形作られた音楽などは含まれない。